# Tatce (przystanek kolejowy)
Tatce – przystanek kolejowy w miejscowości Tatce, w kraju środkowoczeskim, w Czechach. Znajduje się na wysokości 200 m n.p.m. Położony jest między miejscowościami Tatce i Milčice.
Jest zarządzany przez Správę železnic. Na przystanku istnieje możliwości zakupu biletu. 

## Linie kolejowe
- 011 Praha - Kolín